# Leposoma hexalepis
Espèce
Leposoma hexalepis est une espèce de sauriens de la famille des Gymnophthalmidae.

## Répartition
Cette espèce se rencontre en Colombie et au Venezuela.

## Description
La femelle holotype mesure 89 mm de longueur totale dont 32 mm de longueur standard et 57 mm de queue.

## Publication originale
- Ayala & Harris, 1982 : Una nueva especie de microteido (Sauria: Teiidae) del oriente de Colombia. Caldasia, vol. 13, no 63, p. 467-472 (texte intégral).